# Biseriamminoidea
Biseriamminoidea es una superfamilia de foraminíferos cuyos taxones se han incluido tradicionalmente en la superfamilia Endothyroidea, del suborden Fusulinina y del orden Fusulinida. Su rango cronoestratigráfico abarca desde el Tournaisiense (Carbonífero inferior) hasta el Djulfiense (Pérmico superior).

## Discusión
Clasificaciones más recientes incluyen Biseriamminoidea en el suborden Endothyrina, del orden Endothyrida, de la subclase Fusulinana y de la clase Fusulinata.

## Clasificación
Biseriamminoidea incluye a la siguiente familia:
- Familia Biseriamminidae

Otra familia incluida en Biseriamminoidea ha sido la siguiente:
- Familia Globivalvulinidae, posteriormente incluida en la superfamilia Globivalvulinoidea[4]